# Comuna Ilți, Verhovîna
Ilți (în ucraineană Ільці) este o comună în raionul Verhovîna, regiunea Ivano-Frankivsk, Ucraina, formată din satele Ilți (reședința) și Velîkîi Hodak.

## Demografie
Componența lingvistică a comunei Ilți
     Ucraineană (99,62%)
     Alte limbi (0,38%)
Conform recensământului din 2001, majoritatea populației comunei Ilți era vorbitoare de ucraineană (99,62%), existând în minoritate și vorbitori de alte limbi.